# George Buelow
George J. Buelow (Chicago, 21 de março de 1929 — ?, 30 de março de 2009) foi um pianista, maestro, musicólogo, professor e historiador da música norte-americano.
Era filho de George Buelow e Florence Cook. Seu pai era o terceiro de uma dinastia de estofadores de móveis, que tinha origens no norte da Alemanha. Sua mãe era de uma família oriunda da Noruega. Teve uma irmã, Lorraine, falecida com sete anos. Recebeu suas primeiras letras na Cleveland Elementary School, onde também teve aulas de piano e fez experiências como maestro e músico de orquestra. Sua professora de piano era Evelyn Molden, que em vista de seu rápido progresso logo se tornou sua professora particular, instruindo-o até o fim do período colegial. Em sua breve autobiografia, Buelow diz que Molden foi uma das figuras mais decisivas em sua vida, incentivando-o a prosseguir na carreira musical quando sua família esperava que ele seguisse os passos do pai. Depois associou-se ao Raab Club, onde jovens músicos mantinham um ativo fórum de debates sobre teoria e estética, e matriculou-se no Chicago Musical College para aprofundar seus estudos, sendo aluno de Rudolph Ganz. Recebeu seu diploma de Mestre em 1951, e passou a atuar como acompanhador de cantores e instrumentistas.
Estimulado por um colega que fazia um doutorado em musicologia na Universidade de Nova Iorque, decidiu tentar a sorte em um campo que estava em expansão, onde veio a encontrar sua verdadeira vocação, mas nunca abandonou completamente a prática. Foi aluno de Curt Sachs, Gustave Rose e Martin Bernstein. Sua tese de doutorado foi elaborada com o patrocínio de uma bolsa de estudos Fulbright, estudando em Hamburgo a obra de Johann Mattheson. Lá também fez um curso de Retórica em Música oferecido pelo professor Fritz Feldmann, viajou por outros países e ampliou vastamente seu conhecimento sobre a música antiga e a cultura da Europa. Voltou aos Estados Unidos em 1955, passou a trabalhar como editor de dois jornais educativos sobre música e em 1961 finalmente defendeu sua tese. Logo depois foi contratado como professor pela Universidade da Califórnia. Nos anos seguintes faria viagens de estudos à Europa, em 1968 tornou-se chefe do Departamento de Música da Universidade de Kentucky, em 1969 foi indicado chefe-coordenador e diretor da Gradução Musical da Universidade de New Jersey e em 1977 deixou a carreira de administrador para se dedicar exclusivamente à docência e aos estudos musicológicos, passando a trabalhar na Universidade de Indiana, onde se aposentou em 1999, dedicando grande parte de seu tempo ao Departamento Coral.
Entre seus interesses principais estavam a música de Haendel, Bach, Heinichen, Mattheson e a música barroca em geral, Richard Strauss e suas óperas, a história da teoria e da performance musical, e canto coral. Realizou a edição de muitas partituras originais e deixou grande bibliografia publicada, incluindo mais de cem artigos escritos para o clássico The New Grove Dictionary of Music and Musicians e muitos outros para reputados jornais de musicologia.
Recebeu da Universidade de Indiana o título de Professor Emérito de Musicologia, foi presidente da American Bach Society e fellow da John Simon Guggenheim Memorial Foundation na área de pesquisa musical. Em 1994 foi homenageado com um festschrift publicado sob os auspícios da Universidade de Indiana e da Ventura County Community Foundation. No prefácio, os editores salientaram sua contribuição à musicologia como "extraordinária", sendo "um mestre, um mentor e um exemplo para toda uma geração de jovens musicólogos norte-americanos. E, é claro, em seu trabalho como membro de vários comitês nacionais e internacionais e como oficial de várias sociedades de musicologia, sua positiva influência disseminou-se por toda parte". Um dos colaboradores da publicação, o notado pesquisador Stanley Sadie, disse na Introdução:
"Dificilmente será necessário fazer menção, no contexto deste volume, que é uma longa lista de tributos a George como acadêmico, à qualidade da sua erudição — sua largueza, sua meticulosidade, sua clara e vigorosa expressão, sua abundância de novas ideias, seu forte senso histórico. Antes, é apropriado falar aqui das suas contribuições de uma natureza mais ampla, que dizem respeito ao benefício da comunidade musicológica. Estas, que podem ser agrupadas sob três linhas principais, são todas parte do mesmo panorama, ou variações de um mesmo tema. George tem sido por muito tempo um infatigável participante de encontros musicológicos, sempre pronto a falar, ouvir e comentar, compartilhando suas ideias e pensamentos; além disso, tem se mostrado sempre pronto a assumir pesadas responsabilidades no mundo da pesquisa, como provam seus numerosos cargos em conselhos musicológicos. [...] E há um terceiro aspecto no qual ele fez muito pela comunidade musicológica: como conselheiro de jovens pesquisadores".
Obras principais
- New Mattheson Studies (editor junto com Hans Joachim Marx e contribuidor). Cambridge University Press, 2007
- A History of Baroque Music. Indiana University Press, 2004
- Musicology and Performance. (editor junto com Alfred Mann). Yale University Press, 1997
- The Late Baroque Era: from the 1680s to 1740. (editor e contribuidor). Série Music and Society. Palgrave MacMillan, 1993
- Thorough-bass Accompaniment According to Johann David Heinichen. University of Nebraska Press, 1992
- Studies in Musicology (editor). UMI Research Press, 1982
- The Ariadne auf Naxos of Hugo von Hofmannsthal and Richard Strauss (com Donald G. Daviau). University of North Carolina Press, 1975
- Contribuidor em Handel: Tercentenary Collection, de Stanley Sadie e Anthony Hicks. University Rochester Press, 1987
- Contribuidor em The Early Baroque Era: From the late 16th century to the 1660s, editado por Curtis Price para a Série  Music and Society. Springer, 1993